# Offlanges
Offlanges ist eine französische Gemeinde mit 194 Einwohnern (Stand 1. Januar 2022) im Département Jura in der Region Bourgogne-Franche-Comté. Sie gehört zum Arrondissement Dole und zum Kanton Authume. 
Sie grenzt im Nordwesten an Montmirey-le-Château, im Nordosten an Brans, im Südosten an Malange, Vriange und Brans sowie im Südwesten an Moissey.

## Bevölkerungsentwicklung
| Jahr                       | 1962 | 1968 | 1975 | 1982 | 1990 | 1999 | 2008 | 2017 |
| -------------------------- | ---- | ---- | ---- | ---- | ---- | ---- | ---- | ---- |
| Einwohner                  | 176  | 175  | 153  | 126  | 161  | 189  | 194  | 198  |
| Quellen: Cassini und INSEE |      |      |      |      |      |      |      |      |

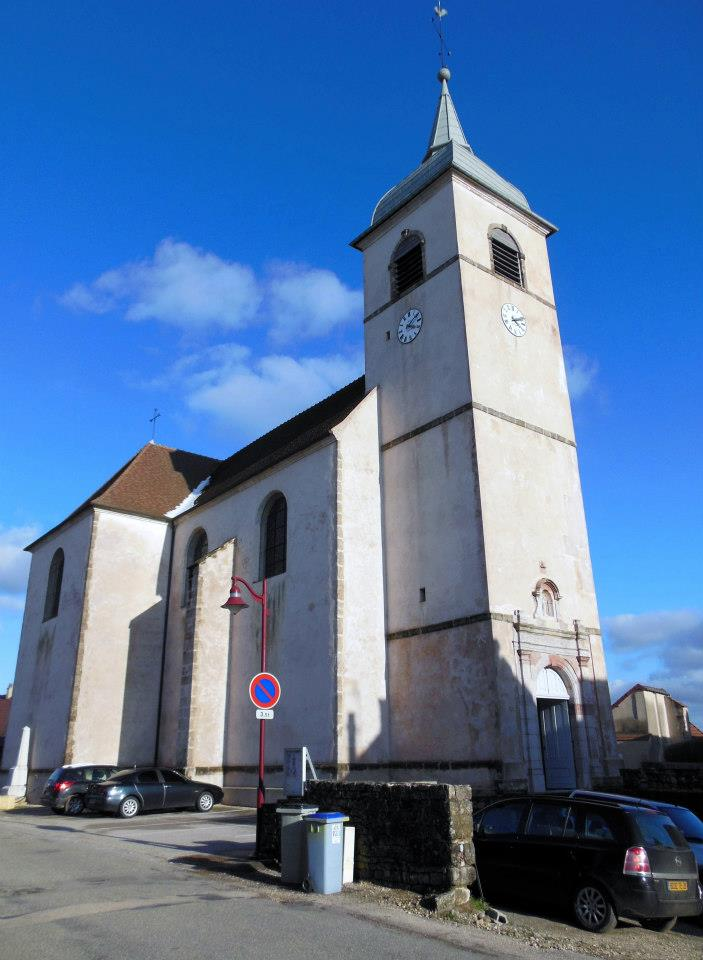
Himmelfahrtskirche
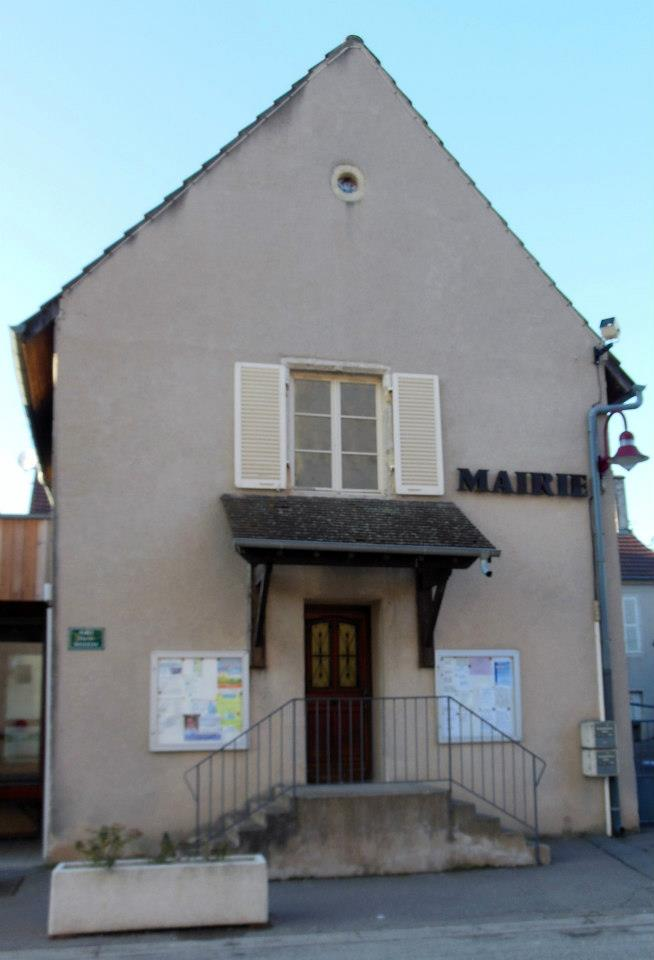
Mairie Offlanges